# Ligi Kuu
La Ligi Kuu (swahili per "prima lega") è la massima competizione calcistica di Zanzibar. È uno dei 56 campionati di calcio africani organizzati dalla CAF.

## Storia
La prima edizione del campionato nazionale di Zanzibar si tenne nel 1929, e vide la partecipazione di 9 squadre. Nel 2004 la Federazione calcistica di Zanzibar fu inclusa nel novero delle federazioni affiliate alla CAF: ciò rese possibile, dal 2005, la presenza di una squadra di Zanzibar nelle competizioni per club organizzate dalla Confederazione africana, anche se la nazione isolana non fu autorizzata a presentare una selezione nazionale alla Coppa delle Nazioni Africane. Nel 2005 la FIFA rifiutò la richiesta di affiliazione avanzata dalla Federazione di Zanzibar; pertanto, Zanzibar fu inizialmente esclusa anche dalla CAF. Fu poi reintegrata in quest'ultima confederazione, non come membro a tutti gli effetti ma in qualità di associate; ciò permise a Zanzibar di inviare una propria società calcistica per partecipare alla CAF Champions League.

## Albo d'oro
- 1981:  Ujamaa
- 1982:  Ujamaa
- 1983:  Small Simba
- 1984:  KMKM (*)
- 1985:  Small Simba
- 1986:  KMKM
- 1987:  Miembeni
- 1988:  Small Simba
- 1989:  Malindi (*)
- 1990:  Malindi
- 1991:  Small Simba
- 1992:  Malindi (*)
- 1993:  Shengeni
- 1994:  Shengeni
- 1995:  Small Simba
- 1996:  Mlandege

- 1997:  Mlandege
- 1998:  Mlandege
- 1999:  Mlandege
- 2000:  Kipanga
- 2001:  Mlandege
- 2002:  Mlandege
- 2003:  Jamhuri
- 2004:  KMKM
- 2005:  Polisi
- 2006:  Polisi
- 2007:  Miembeni
- 2008:  Miembeni
- 2009:  Mafunzo
- 2010:  Zanzibar Ocean View
- 2011:  Mafunzo (mini-league)
- 2012:  Super Falcon (mini-league)

- 2012-2013:  KMKM
- 2013-2014:  KMKM
- 2014-2015:  Mafunzo
- 2015-2016:  Zimamoto
- 2016-2017:  JKU
- 2017-2018:  JKU
- 2018-2019:  KMKM
- 2019-2020:  Mlandege
- 2020-2021:  KMKM
- 2021-2022:  KMKM
- 2022-2023:  KMKM
- 2023-2024:  JKU
- 2024-2025:  Mlandege

(*) in questi anni la squadra campione di Zanzibar vinse la Union League contro la squadra campione del Tanganica e, quindi, vinse il campionato tanzaniano.

## Statistiche

### Titoli per squadra
| Club                | Titoli | Anni                                                 |
| ------------------- | ------ | ---------------------------------------------------- |
| KMKM                | 9      | 1984, 1986, 2004, 2013, 2014, 2019, 2021, 2022, 2023 |
| Mlandege            | 8      | 1996, 1997, 1998, 1999, 2001, 2002, 2020, 2025       |
| Small Simba         | 5      | 1983, 1985, 1988, 1991, 1995                         |
| JKU                 | 3      | 2017, 2018, 2024                                     |
| Malindi             | 3      | 1989, 1990, 1992                                     |
| Miembeni            | 3      | 1987, 2007, 2008                                     |
| Mafunzo             | 3      | 2009, 2011, 2015                                     |
| Polisi              | 2      | 2005, 2006                                           |
| Shengeni            | 2      | 1993, 1994                                           |
| Ujamaa              | 2      | 1981, 1982                                           |
| Jamhuri             | 1      | 2003                                                 |
| Kipanga             | 1      | 2000                                                 |
| Zanzibar Ocean View | 1      | 2010                                                 |
| Super Falcon        | 1      | 2012                                                 |
| Zimamoto            | 1      | 2016                                                 |